# Échange volontaire
L'échange volontaire est l'action des acheteurs et des vendeurs s'engageant librement et volontairement dans des transactions sur un marché. De plus, les transactions sont réalisées de telle sorte qu'à la fois l'acheteur et le vendeur tirent une utilité de l'échange.

## Concept
L'échange volontaire est une hypothèse fondamentale de l'économie néoclassique. Les modèles économiques soulignent dans leur grande majorité que lorsque des échanges ont lieu sur un marché, ils sont le fruit d'une volonté conjointe, ou de la rencontre de deux volontés individuelles. Ce postulat permet de fonder un certain nombre de théories, telles que celle de l'efficience du marché, les effets positifs du libre-échange, etc.
L'emphase mise sur le caractère volontaire de l'échange évacue toutefois les formes de servitudes liées à l'exploitation sociale. Ainsi, les marxistes soulignent que lors de la rencontre entre une offre de travail et une demande de travail, le travailleur produit une plus-value qui n'est pas prise en compte dans le salaire du travailleur. 
Des économistes ont montré que les échanges sont plus propices à l'efficacité économique que les échanges imposés par les pouvoirs publics. d'autre part, il n'y a aucune base théorique pour argumenter que partiellement ou totalement, l'échange involontaire est préférable à d'autres dispositifs, tels que les mandats de gouvernement.
L'échange volontaire est parfois à l'origine d'arguments au sujet de la moralité des marchés. Les libertaires invoquent souvent la moralité ainsi que de l'efficacité de l'échange volontaire à l'encontre de mandats de gouvernement, y compris de nombreuses formes de taxation. La moralité des marchés, même  ceux adhérant rarement à un vrai échange volontaire, sont néanmoins un sujet de débat,.